# Irmgard Lindemann
Irmgard Lindemann (geboren 1939 in Tilsit/Ostpreußen) ist eine deutsche Buchhändlerin, Lehrerin, Autorin und Übersetzerin.
Ihr Vater starb vor ihrer Geburt, kurz bevor der Zweite Weltkrieg begann. Im letzten Kriegsjahr floh sie mit ihrer Mutter nach Dresden zu den Großeltern. Sie verlor die Großeltern bei den Luftangriffen auf Dresden und zog mit ihrer Mutter nach Hamburg, wo sie die Walddörferschule besuchte und Buchhändlerin wurde. In den 1960er Jahren nahm sie an einem Entwicklungsprojekt der evangelischen Kirchengemeinde in Sizilien teil. Anfang der 1970er Jahre zog sie mit ihrer Familie nach Bergamo, wo sie als Lehrerin, Übersetzerin und Schriftstellerin lebt.

## Bücher
- Die sizilianische Geheimschrift. Benziger Verlag, Einsiedeln (CH) 1986, ISBN 3-545-32262-9
- Zwangsverwandtschaft. Erzählung.  Frauenbuchverlag, München 1989,  ISBN 3-88897-140-3

| Personendaten    | Personendaten                                              |
| ---------------- | ---------------------------------------------------------- |
| NAME             | Lindemann, Irmgard                                         |
| KURZBESCHREIBUNG | deutsche Buchhändlerin, Lehrerin, Autorin und Übersetzerin |
| GEBURTSDATUM     | 1939                                                       |
| GEBURTSORT       | Tilsit                                                     |